# Злотска река
Злотска река (вл. Ваља Злотулуј/Valja Zlotuluj) је река у источној Србији, која извире на планини Кучај и највећа је притока Црног Тимока. Дужина ове реке је 32 km, а слив обухвата површину од 314 km². Злотска река тече кроз села Злот и Сумраковац. Река просечно Црном Тимоку даје 3,40 m³ у секунди. У реци живе пешеви, поточне пастрмке, кленови и поточна мрена.

## Географија
Злотска река извире на источним падинама Великог крша, на Кучајским планинама. Изворишна челенка јој није развијена јер је образована у кречњаку. Састоји се од три крака од којих је један скрашћен. Друга два крака извиру на висини од 980 m и 1000 m. У овом делу река носи назив Рогожин. Водени ток прво тече према североистоку, а онда скреће на југоисток. Затим се пробија кроз кречњаке Кучаја стварајући дубоку, уску и кратку клисуру дужине 3,5 km и одатле је позната као Бељевина. У тој клисури река прима веће количине воде из четири јаких крашких врела од којих је најзначајнији онај из Бурћеве пећине. Даље река тече источним подножјем Кучаја стварајући пространу долину са израженим речним терасама. Са десне стране, Злотска река прима само један али јаки водоток, Лазареву реку, који настаје из врела код Лазареве пећине, односно Злотског врела. Злотско врело чине два јака крашка извора која се хране водама које пониру на Дубашничкој висоравни. Након спајања Лазареве реке са Бељевином, она удвостручава њен проток и добија свој прави назив - Злотска река. Остале притоке Злотске реке представљају мањи водени токови. Река даље протиче кроз село Злот. Доњи ток одликује се широком долином са алувијалним равнима. Протиче кроз село Сумраковац, а затим се на свом ушћу рачва у два крака и улива у Црни Тимок.
Слив Злотске реке је асиметрично развијен. Највећи део површине на западу лежи у највишим деловима Кучаја на просечној висини преко 800 m и развође реке је далеко померено према западу, док је источни део мање површине, на нижим висинама (просечно 400 m), а развође реке је веома близу речне долине. У западним деловима слива речну мрежу чине токови Микуљске реке, Демижлока, Кленцуша, Војале и њихових притока. Међутим, када ти водотоци наиђу на кречњаке они пониру и појављују се у Злотским врелима или у изворима у клисури Бељевине.

## Изградња мини-хидроелектрана
На Злотској реци и њеним притокама била је планирана изградња 5 мини-хидроелектрана, две на територији општине Бољевац и три на територији града Бор (од којих једна на Бељевинској реци). Прва МХЕ која је почела да се гради је МХЕ Сумраковац узводно, узводно од села Сумраковац. Изградњом ове мини-хидроелектране вода из Злотске реке била би преусмерена у цеви због чега би речно корито у дужини од око 2 km остало суво или са малом количином воде, чиме би се директно угрозио живи свет реке у дужини од 2 километара, али и низводно због недостатка кисеоника.
Почетком 2020. године у селу Злот и Сумраковац одржани су протести мештана против изградње мини-хидроелектрана. Фебруара 2020, борба против изградње МХЕ успешно је окончана забраном изградње мини-хидроелектрана на територији града Бора, међутим велики проблем представља део Злотске реке на територији општине Бољевац на којем је и даље у плану изградња МХЕ Сумраковац узводно и МХЕ Сумраковац низводно.

## Квалитет воде
Злотска река и њене притоке важе за веома очуване и чисте реке, а Лазарева река се налази на простору заштићеном законом, Споменик природе Лазарев кањон. Доказ њене чистоће представља и присуство на нечистоће веома нетолерантне рибе као што су патрмка, клен, бојанка, кркуша, пеш и бела риба.
Главни проблем који угрожава квалитет воде Злотске реке јесу присуство дивљих депонија уз саму реку.